# 1799 az irodalomban
Az 1799. év az irodalomban.

## Események
- August Wilhelm Schlegel és testvére, Friedrich von Schlegel megalapítja az Athenäum című folyóiratot, a korai német romantika egyik orgánumát.

## Megjelent új művek

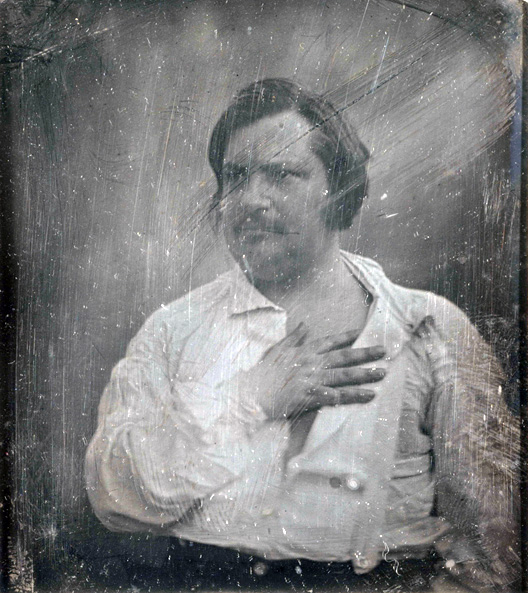
Honoré de Balzac

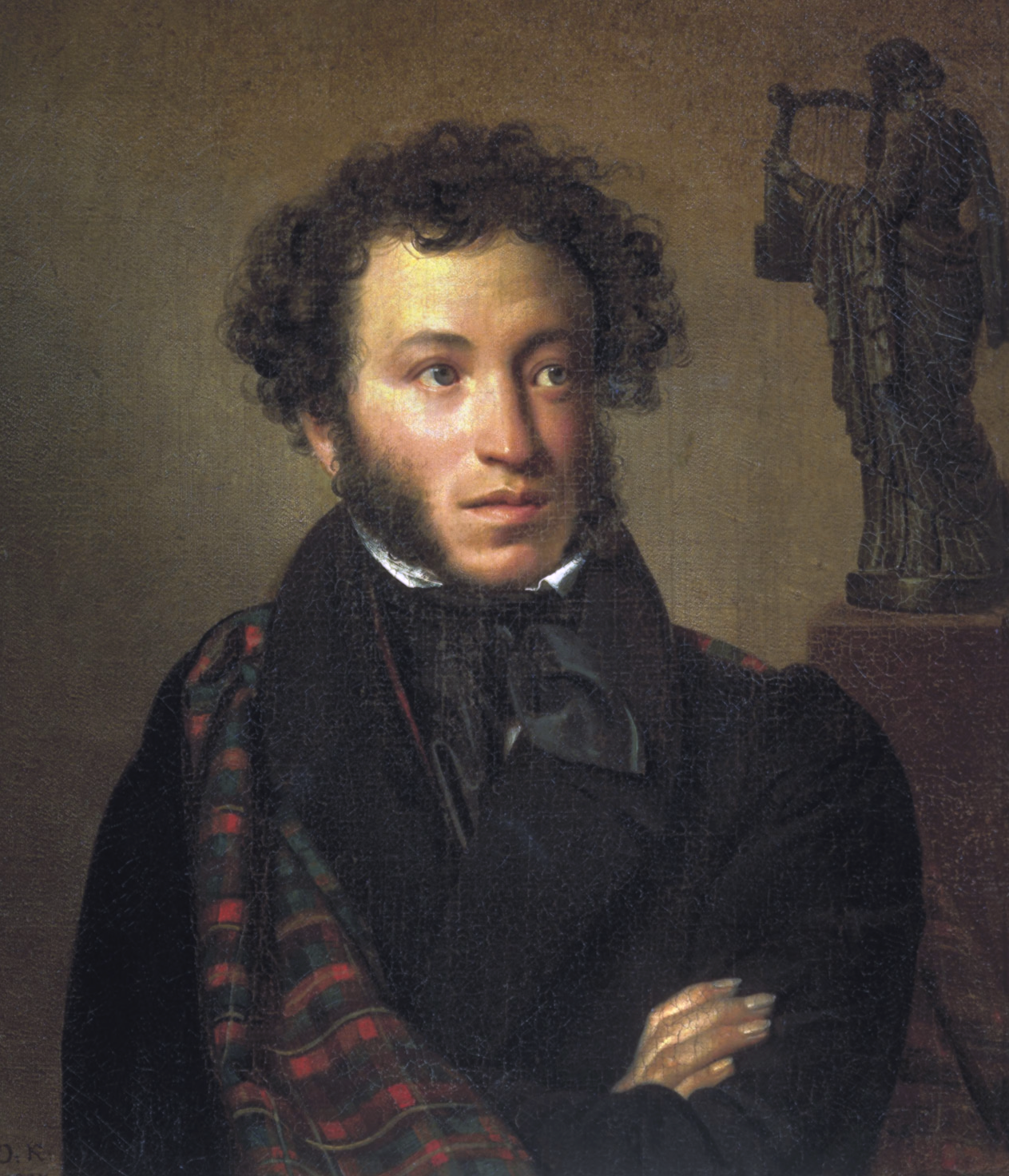
A. Sz. Puskin

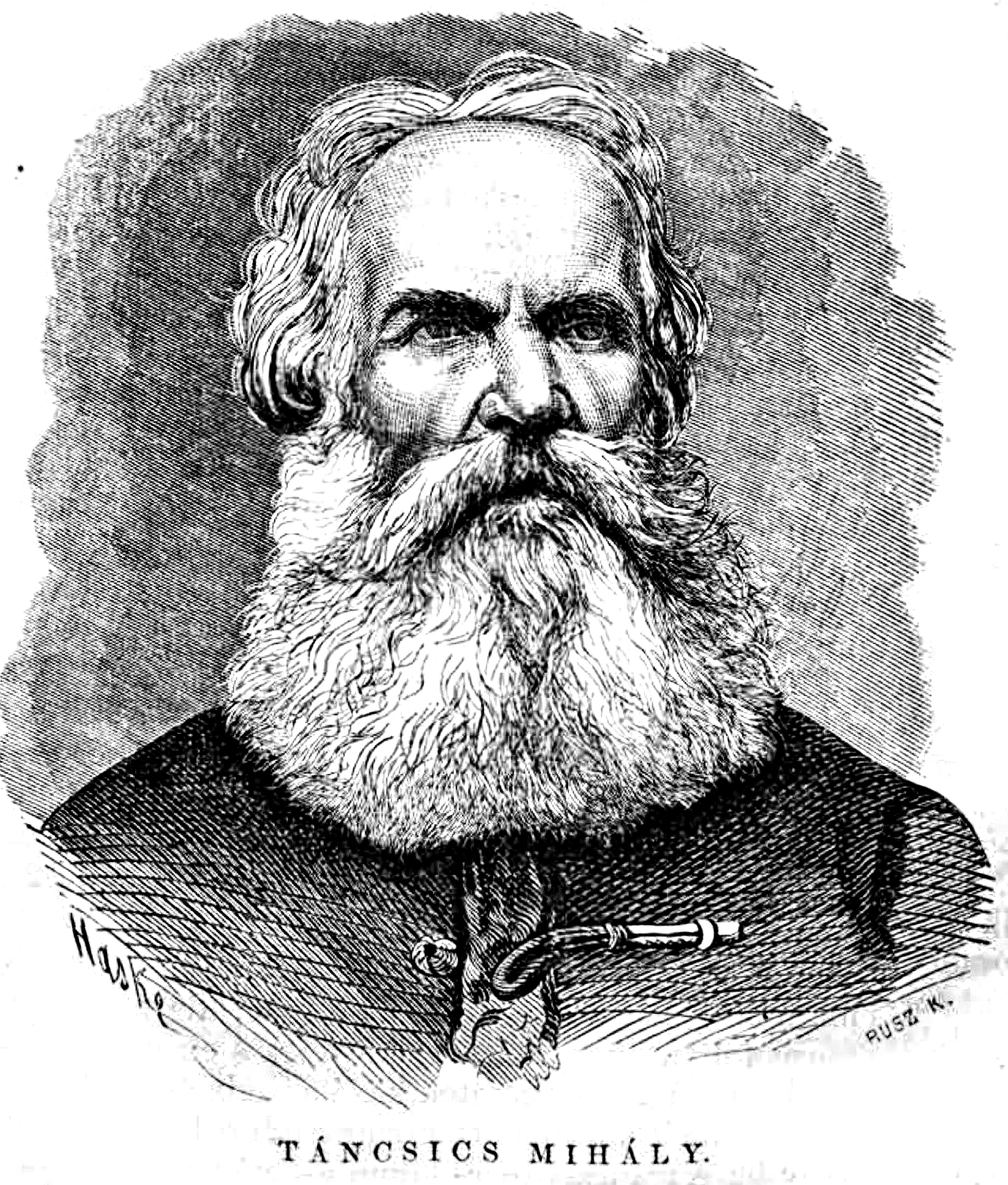
Táncsics Mihály

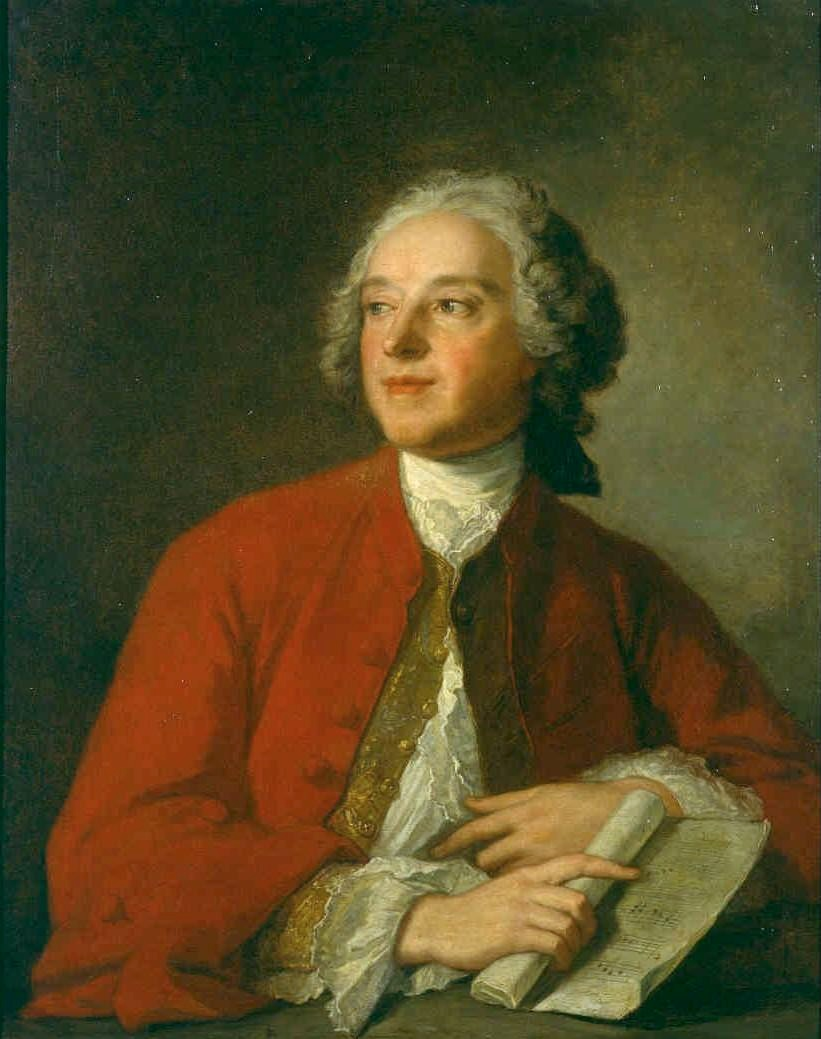
Beaumarchais

- Friedrich Hölderlin regénye: Hyperion, teljes címén: Hyperion oder Der Eremit in Griechenland (befejező kötet; az első kötet 1797-ben jelent meg).
- Friedrich von Schlegel befejezetlen regénye: Lucinde.

### Dráma
- Friedrich Schiller Wallenstein dráma-trilógiája (1798-1799). Bemutatói Weimarban:
  - Wallensteins Lager (Wallenstein tábora) – 1798. október 21.
  - Die Piccolomini (A két Piccolomini) – 1799. január 30.
  - Wallensteins Tod (Wallenstein halála) – 1799. április 20.

### Magyar irodalom
- Batsányi János kiadja Virág Benedek poétai munkáit (Pest).
- Csokonai Vitéz Mihály megírja énekes-táncos komédiáját: Az özvegy Karnyóné s az két szeleburdiak.

## Születések
- április 21. – Táncsics Mihály magyar író, publicista, az első szocialista politikusok egyike († 1884)
- május 20. – Honoré de Balzac francia regényíró, a francia realista regény megteremtőinek egyike, a világirodalom klasszikusa († 1850)
- június 6. – Alekszandr Szergejevics Puskin orosz költő, író, drámaíró, az orosz irodalom fejlődésének meghatározó egyénisége († 1837)
- 1799 – Dorothea Tieck német műfordító, aki Shakespeare számos művét ültette át németre († 1841)

## Halálozások
- február 24. – Georg Christoph Lichtenberg német író, matematikus, a kísérleti fizika első német professzora és az első német nyelvű aforizmaszerző (* 1742)
- május 18. – Pierre Beaumarchais francia író, színműíró (* 1732)
- augusztus 15. – Giuseppe Parini olasz költő (* 1729)
- december 31. – Jean-François Marmontel francia történész, regény- és drámaíró, az enciklopédista mozgalom tagja (* 1723)